# Końskie Łby

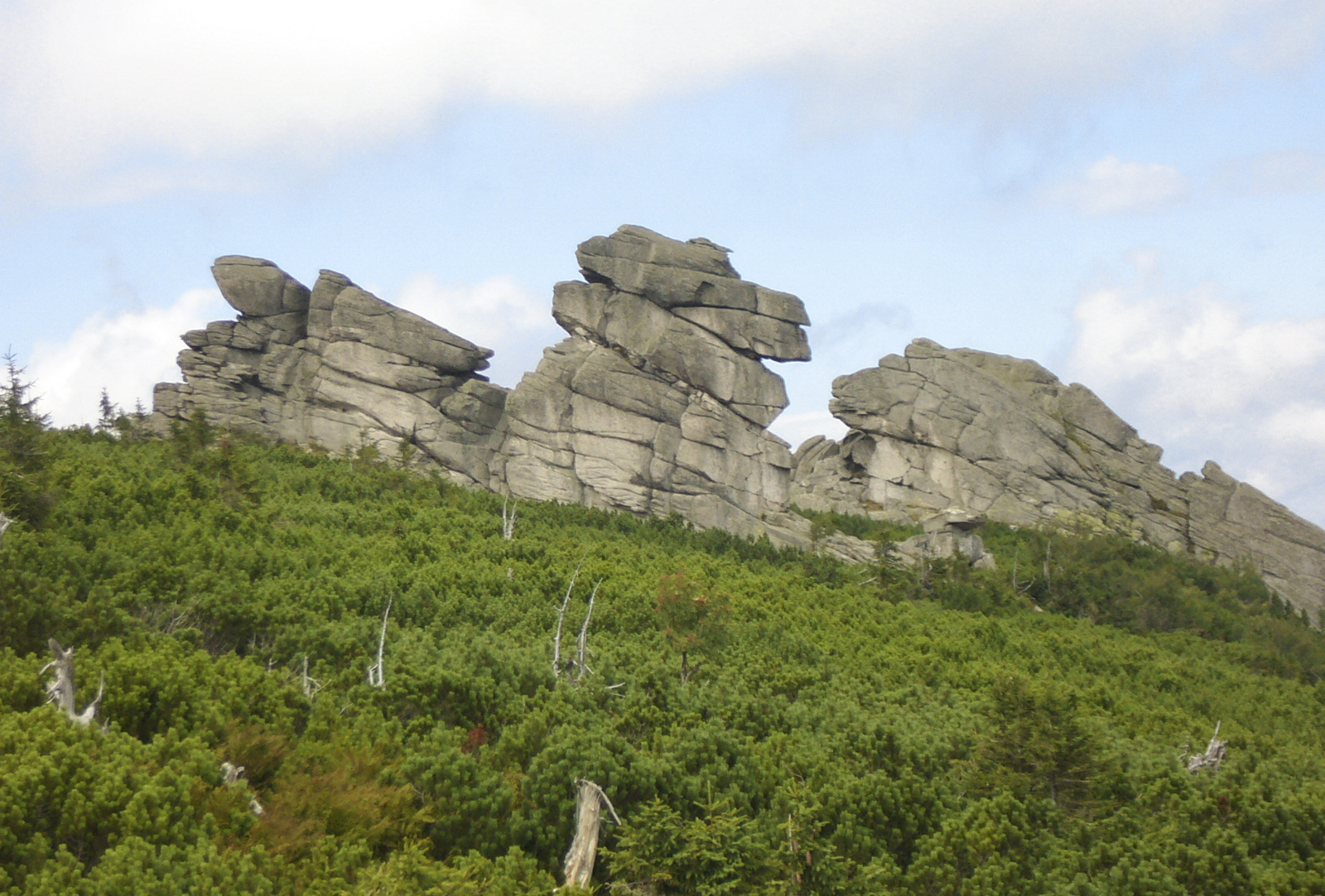
Skały "Końskie Łby"

Końskie Łby (niem. Pferdekopfsteine) – formacja skalna w Sudetach Zachodnich, w paśmie Karkonoszy.
Skała wzięła swoją nazwę od kształtu podobnego do końskich łbów.

## Charakterystyka
Skały "Końskie Łby" położone są w południowo-zachodniej Polsce, w Sudetach Zachodnich, w zachodniej części Karkonoszy, na północnym zboczu Szrenicy w pobliżu górnej stacji wyciągu.
Jest to forma skalna, składająca się z kilku granitowych ostańców, które swoim charakterystycznym kształtem przypominają końskie łby. Położona na wysokości około 1290 m n.p.m. Góruje nad Szklarską Porębą. Nie ma imponujących rozmiarów, jej wysokość to około 15 metrów. Jest jedną z bardziej fantazyjnych i malowniczych skał w Karkonoszach. Fantazyjne kształty skały to efekt złożonego i długotrwałego procesu erozyjnego i denudacyjnego. Najpierw woda wnikająca w skały wzdłuż spękań skalnych wielokrotnie zamarzała i rozmarzała pomiędzy ziarnami mineralnymi, krusząc je. Prawdopodobnie działo się to w czasie zlodowacenia bałtyckiego, a może i wcześniejszych zlodowaceń. Późniejsza erozja doprowadziła do usunięcia zwietrzałych partii i wykształcenia obecnego kształtu.
Końskie Łby zaliczane są do ciekawszych i najchętniej odwiedzanych skałek karkonoskich. Można tu obserwować spękania biegnące w trzech kierunkach oraz nieregularne (cios granitowy) oraz kociołki wietrzeniowe.

## Ochrona przyrody
Końskie Łby znajdują się na terenie Karkonoskiego Parku Narodowego.

## Szlaki turystyczne
W pobliżu przechodzą dwa szlaki turystyczne:
- czarny – prowadzi ze schroniska na Szrenicy do skał Końskie Łby,
- zielony – prowadzący z Jakuszyc przez Halę Szrenicką do wierzchowiny Karkonoszy przechodzi północnym zboczem Szrenicy około 80 m nad Końskimi Łbami.

Skałki stanowią punkt widokowy, z którego roztacza się panorama na Góry Izerskie, Szklarską Porębę, Kotlinę Jelenigórską oraz Karkonosze.